# Moda i miłość
Moda i miłość – ósmy album grupy Vox wydany w 1998 roku. Album promuje utwór "Szczęśliwej drogi już czas".

## Lista utworów
1. "Moda i miłość" (3:31)
2. "Odczaruj mnie" (4:48)
3. "Nie tak serio" (4:44)
4. "Nie budźcie jej" (5:15)
5. "Czarna owca" (4:15)
6. "Zabłądziłaś" (3:53)
7. "Może ty" (3:53)
8. "Graj na cztery ręce" (3:41)
9. "Szczęśliwej drogi już czas" (5:53)